# آن-ماری کولشن
آن-ماری کولشن-مایه (انگلیسی: Anne-Marie Colchen; ۸ دسامبر ۱۹۲۵ – ۲۶ ژانویهٔ ۲۰۱۷) ورزشکار دو و میدانی و بازیکن بسکتبال زنان فرانسوی بود. او نخستین قهرمان پرش ارتفاع فرانسه در قهرمانی دو و میدانی اروپا ۱۹۴۶ شد و به مدت ده سال رکورددار فرانسه در این ماده بود. او نماینده فرانسه در رشته پرش ارتفاع در المپیک تابستانی ۱۹۴۸ بود.
در بسکتبال، او در مسابقات قهرمانی بسکتبال زنان جهان ۱۹۵۳ عنوان بهترین امتیازآور را کسب کرد و به فرانسه کمک کرد تا به مقام سوم دست یابد. او همچنین عضو تیم ملی فرانسه در مسابقات قهرمانی بسکتبال زنان اروپا در سال‌های ۱۹۵۰، ۱۹۵۲، ۱۹۵۴ و ۱۹۵۶ بود.
وی در سال ۲۰۰۵ به تالار مشاهیر بسکتبال فرانسه راه یافت. وی همچنین برندهٔ جوایزی همچون لژیون دونور (شوالیه) شده است.